# Espiral policêntrica

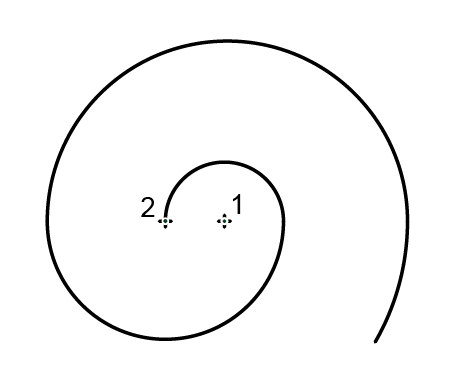
Falsa espiral de 2 centros

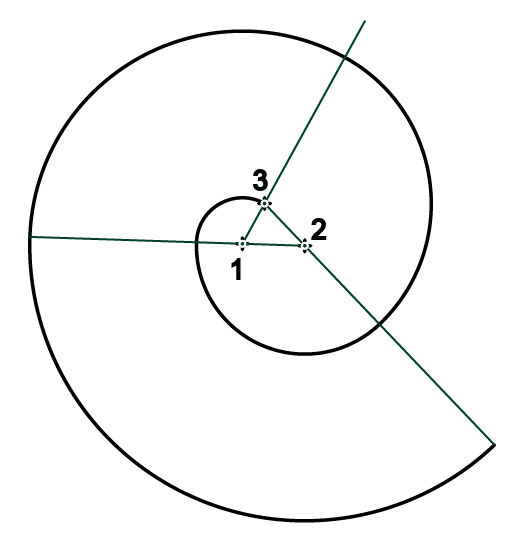
Falsa espiral de 3 centros

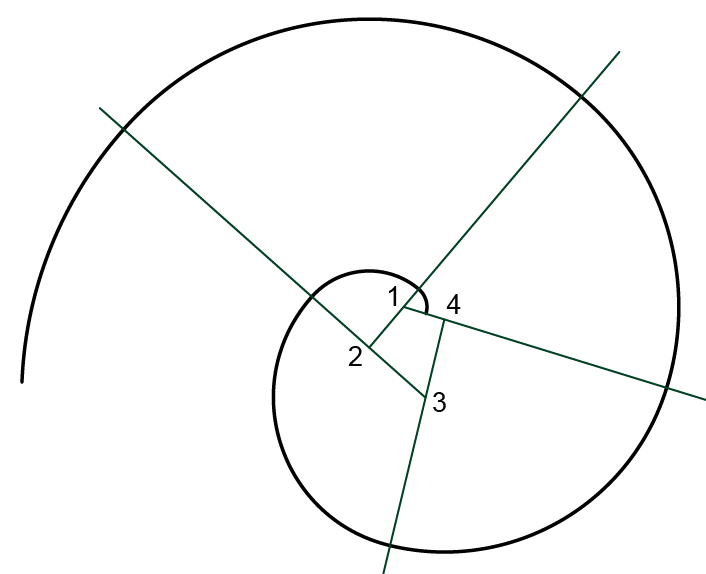
Falsa espiral de 4 centros

Sendo a espiral uma linha curva que se desenrola num plano de modo regular a partir de um ponto, dele afastando-se gradualmente; então as curvas espiraladas que se formam em relação a mais de um ponto são chamadas de falsas espirais ou espirais policêntricas, tais como: espiral de dois centros, espiral de três centros, espiral de quatro centros ou de n centros, regulares e irregulares.